# Carpathian Forest
Carpathian Forest е норвежка блек метъл група от Саннес, формирана през 1990 г. първоначално като Ентрон.

## История
Създадена е през 1990 г. първоначално като Ентрон от китариста Натефрост (Роджер Расмусен) и басиста Нордавинд (Джони Крьовел). Първото демо на групата, Bloodlust & Perversion излиза през 1992 г. и носи положителни отзиви от феновете. През 1993 г. е записано още едно демо – Journey through the cold moors of Svarttjern, а през 1995 г. излиза EP-то Through Chasm, Caves and Titan Woods, което се смята за класическо в блек метъла. През 1999 г. към групата се присъединяват Андерс Кобро, Даниел Врангсин и Чорт. С тях е издаден втория албум на групата Strange Old Brew. Той е експериметален като смесва блек метъл с джаз влияния. В него Theme from Nekromantikk е кавър на заглавната музика от скандалния хорър филм от 1987 г. Некромантик.
През 2001 г. Нордавинд напуска по време на записите на Morbid Fascination of Death, който продължава експериментирането. Defending the Throne of Evil е издаден през 2003 г. Различава се значително от предишните албуми на групата, като по-мелодичен, симфоничен със саксофони и синтезатори. Последният албум Fuck You All!!!! Caput tuum in ano est е близък до суровия блек метъл от ранния период на групата и дотогава е най-успешния. От 2009 г. до 2012 г. групата не развива дейност, когато започва да свири по някои европейски фестивали. На 26 май 2013 г. те трябва да свирят на американския Maryland Deathfest, но участието им е отменено поради визови проблеми. На 4 юли 2014 г. Чорт и Блъд Първъртър напускат групата и формират своя – The 3rd Attempt.

## Текстове
За разлика от другите блек метъл групи, Carpathian Forest посвещава своите песни не на анти-християнство, зло и сатанизъм, а на садомазохизъм, самоубийство, некрофилия и канибализъм. Творчеството им може да се определи като суров блек метъл и атмосферичен блек метъл.

## Състав
| Сегашни членове - Натефрост (Роджер Расмусен) – китара, бас, вокали, клавиши (1990 – ) - Даниел Врангсин – бас, клавиши, китара, беквокали (1999 – ) - Андерс Кобро – барабани (1999 – ) |  | Предишни членове - Дамнатус – бас (1992 – 1993) - Нордавинд (Джони Крьовел) – бас, китара, клавиши, беквокали (1990 – 2001) - Лорд Блекманглър – барабани (1992) - Лазаре (Ларс Аре Недланд)– барабани (1998 – 1999) - Блъд Първъртър (Гьоран Боман) – китара, беквокали (2003 – 2014) - Чорт – бас, китара (1999 – 2009; 2012 – 2014) |

### Времева линия
- @ Hellfest 2013
- Натефрост.
- Чорт и Блъд Първъртър.
- Натефрост, Врангсин и Чорт.
- Чорт.
- Врангсин.

## Дискография
| - Black Shining Leather (1998) - Strange Old Brew (2000) - Morbid Fascination of Death (2001) - Defending the Throne of Evil (2003) - Fuck You All!!!! Caput tuum in ano est (2006) - Through Chasm, Caves and Titan Woods (2005) - Black Winds (1991) - Rehearsal Outtake (1992) - Bloodlust and Perversion (1992) - Journey Through the Cold Moors of Svarttjern (1993) | - Bloodlust and Perversion (1997) - We're Going to Hell for This: Over a Decade of Perversions (2002) - Skjend hans lik (2004) - We're Going to Hollywood for This: Live Perversions (2004) - He's Turning Blue (2000) |